# Beartooth
Beartooth je hudební skupina pocházející z Columbusu a založená v roce 2012. Od roku 2013 mají podepsanou smlouvu s Red Bull Records, přes které vydali 26. července jejich první EP, Sick. Zanedlouho skupina oznámila jejich debutové album, Disgusting, které vyšlo 10. června 2014. Jejich druhé album, Aggressive, bylo vydáno 3. června 2016. Zatím nejnovější, Disease, vyšlo 28. září 2018.

## Historie

### Sick (2012–2014)
Caleb Shomo začal psát písničky pro Beartooth ještě když byl ve své bývalé skupině, Attack Attack!. Jeho projekt byl nejdříve pojmenován 'Noise', ale byl později přejmenován na současný Beartooth. Shomo uvedl, že Beartooth měl být pouhým rozptýlením zatímco byl členem v Attack Attack! a že neměl v úmyslu nic nahrávat a nebo živě hrát, ale poté, co kapelu opustil přiznal, že projekt předčil všechna jeho očekávání. Zanedlouho rekrutoval kytaristu Taylora Lumleyho, baskytaristu Nicka Reeda a bubeníka Brandona Mullinse pro živé vystoupení.
Shomo uvedl, že „Set Me On Fire“ byl úplně první napsaný song skupiny Beartooth, poté následovalo „I Have A Problem“. Tyto dva songy, společně s „Go Be The Voice“ a „Pick Your Poison“, byly vydány online v prosinci roku 2012.
V červnu 2013 Shomo oznámil, že skupina podepisuje smlouvu s Red Bull Records. Následující měsíc skupina vydala svoje první EP jménem „Sick“ zdarma. Shomo nahrál všechny instrumentály úplně sám, společně se zpěvem. 17. srpna 2013 vydala skupina klip k songu „I Have A Problem“, který je na portálu YouTube stále jeden z jejich nejúspěšnějších, poté následoval song „Go Be The Voice“, pro který byl klip vydán v listopadu. V prosinci téhož roku také skupina oznámila, že se zúčastní Warped Tour 2014.

### Disgusting a změny v sestavě (2014–2015)
16. ledna 2014 se ke skupině připojil Kamron Bradbury, původně hrající ve skupině jménem City Lights. Na začátku roku 2014 také odešel ze skupiny Nick Reed, kterého nahradil Oshie Bichar, také původně hrající v City Lights.
29. dubna 2014 vydala skupina klip ke zbrusunovému songu „Dead“, prostřednictvím čehož dali lidem najevo, že chystají nové album, které bylo poté pojmenováno Disgusting. 13. května 2014 skupina na Facebooku oznámila datum vydání jejich alba, a to bylo 10. června. V tentýž den vydala skupina první singl tohoto alba, nazývajíc se „Beaten In Lips“, společně s klipem. Album si lidé mohli poslechnout na streamu den před vydáním. Stejně jako u prvního výtvoru skupiny, Sick, i tady Shomo všechny instrumentály a zpěv nahrál téměř sám.
Album samo o sobě mělo úspěch a skupina si v následujícím roce zahrála se spousty skupin po celém světě, jako příklad se dají uvést skupiny typu Sleeping With Sirens, Pierce The Veil nebo Bury Tomorrow.

### Aggressive a další změny v sestavě (2015-dosud)
Lidé se o nové tvorbě skupiny dozvěděli v srpnu roku 2015 díky Instagramu již zmiňovaného vokálisty kapely, ale datum vydání nebylo zmíněno. V srpnu si také skupina zahrála s kapelama jako jsou Slipknot a nebo Suicidal Tendencies. 1. dubna 2016 zveřejnila skupina „swingcore jazz“ verzi svého songu „Dead“, aby pobavili fanoušky a zároveň oznámili, že se něco děje. Následně se 4. dubna od skupiny odtrhl Brandon Mullins. 16. dubna bylo oznámeno, že album Aggressive bude vydáno 3. června, o pár dní později se na YouTube objevil první singl z alba, pojmenován po albu, Aggressive.